# New Word Order
New Word Order ist ein deutsches Independent-Label das im Bereich Hip-Hop tätig ist. Es wurde 2014 von Patrick Soyer und dem Rapper Zleyr gegründet und hat seinen Sitz in Ergolding / Landshut.

## Geschichte
Gegründet wurde die Plattenfirma am 1. Juni 2014 von Patrick Soyer und Zleyr. Nach einer kurzen Aufbauzeit konnten sie den Online-Vertrieb Believe Digital als Vertriebspartner gewinnen. Im Jahr 2016 wurde Petra Soyer (geb. Richter) Mitgesellschafterin.
Die Plattenfirma macht es sich zur Aufgabe, Talente aus der Region zu fördern. So wurde neben Gründungsmitglied Zleyr auch der damals 17-jährige Rapper aus Hassfurt „Heskif“ unter Vertrag genommen. Mit seiner 24 Stunden Hassfurt EP (2014) hatte er Fernsehauftritte, u. a. bei ServusTV, und Festivalbuchungen, wie Rock am Hafen. Gründungsmitglied Zleyr veröffentlichte 2015 sein erstes kostenloses Nachtjacken Mixtape als Download. Zusammen mit Ali Affront veröffentlichte er ebenfalls 2015 seinen Hit Schwarzfahrer digital über die Plattenfirma. Anfang des Jahres 2016 unterschrieb der Berliner Rapper „SayF“ von der Rapcrew „Generation Next“ (Gnext) bei New Word Order und veröffentlicht seine Single New Word Order. Im April 2015 wurde das Team um Rapperin und Sängerin Scarlett erweitert und es wurden zahlreiche Singles aller Künstler veröffentlicht.
2016 wurde SayFs Zeit EP veröffentlicht mit dem Vertriebspartner Believe Digital. Die EP machte diverse Hip-Hop Medien, wie Backspin Hip-Hop Magazin, HipHop.de und viele weitere Magazine aufmerksam auf das Projekt. Die Videos zur Zeit EP drehte Christopher Blank, der selbst Rapmusiker ist und so entstand der Kontakt zum Rapper „Blank“, der im November 2016 seine Single Mir geht es gut über New Word Order veröffentlichte. Seit dieser Zeit arbeitete die Plattenfirma hauptsächlich mit den Rappern Zleyr, Blank alias GBC und Ali Affront.
Das Jahr 2017 begann die Plattenfirma mit zahlreichen kostenlosen Song-Downloads und Musikvideos, bevor im Juli 2017 das Clown II Album von GBC aka Blank erscheint. Im Juli 2017 wurde dann mit „Mosaik“ ein weiterer Musiker unter Vertrag genommen und wenig später seine Charakter zum Mitnehmen EP als Download veröffentlicht, die es auf Platz 97 der iTunes-Charts brachte. Ende des Jahres brachten die beiden Rapper Ali Affront und Zleyr nach über zwei Jahren eine weitere gemeinsame Single unter dem Titel Piraten heraus.
Am 20. April 2018 ging Rapper Mosaik mit seinem Album Dreidimensional (produziert von Areah) an den Start und schaffte es bis Platz 18 in den iTunes-Charts und kam ins Radio mit seinen Singles Fehler und Fehlerterm bei Puls und Bayern3. Zeitgleich startete Zleyr mit der Teilnahme beim letzten VBT (Online Battle Turnier). Ende August 2018 veröffentlichte dann Mosaik seine Cyan Rot-EP.
Ab Ende 2018 startete dann Zleyr die Promophase für seine Alles beim Alten-EP, welche komplett von ZMY DaBeat produziert wurde und veröffentlichte vorab zwei Singles zu Intro (Alles beim Alten) und Anfang 2019 die Single Mir egal mit Ep!c (Kalifornien / USA). Mit dem dritten Video am 29. März 2019 Lass mich machen (feat. Mosaik & Hendric) erschien dann auch die EP und konnte auf Platz 14 in den iTunes-Hip-Hop Charts und Platz 160 in den Albumcharts landen. Zeitgleich veröffentlichte auch Mosaik Ende März seine neue Single Chaos, welche er selbst produziert hat.